# ميخائيل كوكس (سياسي)
ميخائيل كوكس (بالإنجليزية: Michael Cox)‏ هو سياسي نيوزلندي، ولد في 10 أبريل 1939. انتخب عضو مجلس النواب النيوزيلندي.